# Antoni Miralda i Bou
Antoni Miralda  (Terrassa, 1942) és un artista multidisciplinari.
Des de la dècada de 1960, el seu treball ha desenvolupat l'objecte, el cerimonial, les intervencions en l'espai públic, el menjar i el concepte Food Cultura.

## Biografia
Miralda va néixer a Terrassa, el 1942, on va créixer en l'ambient d'una ciutat industrial tèxtil. Després del servei militar, es va traslladar a París el 1962, on va començar la seva trajectòria artística per a la revista ELLE i la creació d'objectes i obres d'art comestible. Els seus assemblatges antimilitaristes coneguts com a Soldats Soldés (acumulació de soldats de plàstic) es van convertir en obres de gran escala, mentre que els sopars i els esdeveniments privats es van transformar en banquets i cerimonials públics en involucrar menjar, ritual, color i simbolisme.
El 1971 es va traslladar a New York, i des d'aleshores ha viscut i treballat als Estats Units i Europa incidint en l'espai públic i participatiu. Els seus projectes s'originen de la investigació i es desenvolupen al llarg d'extensos períodes, requereixen l'assistència d'un grup nombrós de col·laboradors i la cooperació del mateix espectador. El 1972, juntament amb l'artista Dorothée Selz, desenvolupa la sèrie de Cakes - objectes arquitectònics comestibles - i intervencions i banquets Miralda-Selz traiteurs Coloristes. El 1974, realitza Movable Feast, una carrossa / banquet ambulant amb plats i ingredients procedents dels diferents veïns, botigues i restaurants de la Ninth Avenue de New York. De 1984 a 1989, l'exposició Santa Comida es presenta a New York, Miami, Barcelona i Paris; del Museo del Barrio a Magiciens de la Terre.
El 1984 Miralda i la chef Montse Guillén, creen el reconegut restaurant El Internacional tapas bar & restaurant  al barri de TriBeCa de New York. El 1990, Miralda presenta al Pavelló d'Espanya de la Biennal de Venècia l'aixovar i les amonestacions de Honeymoon Project, 1986-1992, un projecte multi-site i internacional basat en el ritual del matrimoni entre el Monument a Colom (Barcelona) i l'Estàtua de la Llibertat (New York). El 2000, és nomenat director del Food Pavilion de l'EXPO 2000 a Hannover (Alemanya) a través del qual explora i desenvolupa amb Montse Guillén el concepte Food Cultura, que posteriorment es definirà en altres accions i projectes com Sabores y Lenguas (en diverses ciutats de Llatino America, Europa i Orient), Oda a la Papa (Lima), Digestible News (Miami, Marseille) o Power Food, que proposen reflexionar entorn el poder i l'energia del menjar, la memòria culinària i la riquesa gastro-cultural de diverses ciutats llatinoamericanes i europees.
El 2010, amb el títol De gustibus non disputandum, es va presentar a Madrid una extensa exposició retrospectiva de l'artista, organitzada pel Museo Reina Sofia al Palacio de Velázquez. En el full de sala de l'exposició s'afirma: 'La seva obra, vinculada a un context social i polític a manera de treball d'observació sobre el terreny i que frega l'etnologia, és testimoni i eina al mateix temps de la desconstrucció de prejudicis i esquemes formals preexistents. Les activitats de Miralda, un dels primers artistes a fugir de l'espai de l'estudi i del museu, es desenvolupen al carrer i en espais aliens al circuit de l'art. Les obres aquí exposades s'han de llegir com a punts de referència d'un recorregut que explora els temes més complexos i vitals de la nostra societat per a codificar en una iconografia singular, de vegades a escala colossal, a la trobada d'un llenguatge vibrant i participatiu, basat en la celebració dels sentits, del color, de la vida i de l'imaginari'.
Els seus actes públics a París, New York, Kassel, Miami, Kansas City, Las Vegas, entre d'altres, han descobert l'obra de Miralda al públic en general.

## Projectes seleccionats
- Soldats Soldés. París,1965-1973.
- París. La Cumparsita, coautor Benet Rossell. 1972.
- Miralda-Selz. Traiteurs Coloristes, coautor Dorothée Selz. París, 1967-1973.
- Cenotafios. París, 1969-1975.
- Patriotic Banquet. Nueva York, 1972-1973.
- Movable Feast. Nueva York, 1974.
- Fest für Leda. Dokumenta 6, Kassel, 1977.
- Charlie Taste Point. Berlín, 1979.
- Mona a Barcelona. Barcelona, 1980.
- Wheat & Steak. Kansas City, 1981.
- Santa Comida. New York, Miami, Barcelona, París, 1984-1989.
- El Internacional Tapas Bar & Restaurant, coautor Montse Guillén. Nueva York, 1984-1986.
- Honeymoon Project. Diversas localizaciones, 1986-1992.
- Sabores y Lenguas / Food Cultura. Diversas localizaciones, 1997-2007.
- Food Pavilion. Hannover, Expo2000.
- FoodCulturaMuseum. Barcelona, 2003-2007.
- Oda a la papa, Lima, 2008.
- Food. Ginebra, São Paulo, Marsella 2013-2014.

## Exposicions seleccionades
- Institute of Contemporary Arts, London, 1966.
- Galerie Claude Givaudan, Paris (con Dorothée Selz), 1970.
- Hanover Gallery, London, 1970.
- Eat Art Gallery, Düsseldorf (con Dorothée Selz), 1971.
- Art Gallery of New South Wales, Sydney, 1973.
- Breadline, Contemporary Arts Museum, Houston, Texas, 1977.
- Nelson Atkins Museum of Art, Kansas City, Missouri,1981.
- Fundació Joan Miró, Barcelona, 1988.
- Philadelphia Museum of Art, Philadelphia, 1990.
- Holly Solomon Gallery, New York, 1991.
- Palau de la Virreina, Barcelona, 1995.
- Fundació "la Caixa'', Barcelona, 1995.
- Institut Valencià d'Art Modern IVAM, Valencia, 1995.
- Galerie de France, París, 1997.
- Miami Art Museum, Miami, 1998.
- Expo 2000, Hannover, 2000.
- Museo de Bellas Artes, Caracas, 2004.
- Museo de Arte Moderno de Buenos Aires, 2007.
- Power Food, Artium Vitoria, 2008.
- Power Food, Es Baluard, Palma, 2009.
- Musée Intermational des Arts Modestes, Sète, 2009.
- De gustibus non disputandum, Palacio Velázquez. Museo Nacional Centro de Arte Reina Sofía, Madrid, 2010.